# Tumor de células germinales
Un tumor de células germinales es una neoplasia derivada de las células germinales, las cuales normalmente se encuentran dentro de las gónadas (los ovarios y los testículos). Aquellos tumores de células germinales que ocurren fuera de las gónadas se desarrollaron por razón de defectos congénitos resultado de errores en el desarrollo del embrión.

## Epidemiología
Los tumores de células germinales son los tumores sólidos más frecuentes en varones de 20 - 35 años de edad, aunque aparecen en la infancia y luego a los 60 años. La incidencia tiende a ser más alta en Escandinavia, Alemania y Nueva Zelanda y relativamente baja en Asia y África. Es 5:1 veces más frecuente en hombres de raza blanca que los de raza negra.  Los tumores de células germinales representan aproximadamente el 16% de todos los cánceres diagnosticados en adolescentes entre 15 y 19 años de edad y alrededor del 4% de los cánceres diagnosticados en niños menores de 15 años de edad.
En mujeres, más del 60% de los tumores ováricos de la infancia derivan de las células germinales. Tanto en pacientes con tumores testiculares como en los ovarios se encuentra una elevada concentración sanguínea de Alfa-fetoproteína y de la hormona gonadotropina coriónica humana (HCG).

## Clasificación
La clasificación de tumores germinales en niños se hace en base al tipo de tumor y las características histológicas de cada uno:
- Teratoma
  - Maduro.
  - Inmaduro.
  - Con componente de tumor de células germinales malignas.

- Germinoma.

- Carcinoma embrionario.
  - Poliembrioma.

- Tumor de senos endodérmicos (saco vitelino).

- Coriocarcinoma.

- Gonadoblastoma.

## Estadificación
Similar a como se estadifica a otros tipos de cáncer, en el caso de tumores germinales se aplica de la siguiente manera:

### Estadio I
En el estadio I, el cáncer se ha activado pero se encuentra limitado al ovario solamente, sin extenderse fuera del ovario. Si se hicieren estudios radiográficos, no se encontrarían evidencias de tumor fuera del ovario, los marcadores tumorales son normales y el líquido peritoneal es negativo histológicamente para células tumorales malignas.

### Estadio II
En el estadio II, el cáncer se ha infiltrado o diseminado del ovario hasta el tejido que lo rodea y puede haber microinvasión (<2cm) de ganglios linfáticos. Los marcadores tumorales pueden ser normales o pueden salir positivos y el líquido peritoneal es histológicamente negativo para células tumorales malignas.

### Estadio III
En el estadio III, el cáncer se ha diseminado desde el ovario hasta involucrar francamente a los ganglios linfáticos (>2cm) y a vísceras contiguas, como el epiplón, intestino y/o vejiga. Los marcadores tumorales pueden salir positivos y ocasionalmente pueden ser negativos y el líquido peritoneal es histológicamente positivo para células tumorales malignas.

### Estadio IV
En el estadio IV el cáncer se ha diseminado hasta partes del cuerpo que no están cerca del ovario, como el hígado. El cáncer también se puede haber diseminado hasta los ganglios linfáticos más distantes.

## Etiología
Se ha sugerido que estos tumores nacen como consecuencia de una migración anormal de las células germinales durante el período de embriogénesis. Otras hipótesis sugieren la amplia distribución de estas células germinales hacia múltiples lugares durante la embriogénesis normal, llevando a sus sitios de implantación aquella información y regulaciones innatas de las células germinales.
Se pensaba en un principio que los tumores de células germinales eran metástasis aisladas provenientes de un tumor primario en la gónada. Se sabe ahora que muchos tumores de células germinales congénitos se originan fuera de las gónadas. Las más notables son los teratomas sacrococcígeos, que son el tumor más frecuentemente diagnosticado en recién nacidos.
Se ha encontrado una asociación en varones con criptorquismo, cuando no descienden los testículos al escroto, y la aparición de tumores de células germinales.

## Tratamiento
El tratamiento específico depende del tipo de cáncer que se haya desarrollado y del grado de infiltración que tenga. Se ha usado la radioterapia después de la extirpación del cáncer quirúrgicamente. El uso de quimioterapia ha sido también usado y en otros casos el especialista puede decidir combinar los tres métodos: cirugía, quimioterapia y radioterapia.